# Ivica Strikan Budulica
Ivica Budulica Strikan  (Potočani kod Tešnja, BiH, 22. veljače 1957.), hrvatski književnik iz BiH.
Ivica Budulica Strikan je objavio knjige pjesama Šuma bez drveta (1996.) i Kolebanje magle (1997.), knjigu pripovijedaka Božja janjad (1999.) i roman Ubijanje vremena (2000.). Knjiga izabranih pjesama Šuma Strikanova objavljena je 2002. godine, a u 2004. izlazi zbirka pjesama pod naslovom Domovini samo hrana. Zajedno s Daliborkom Brković i Franjom Bratićem objavljuje 2006. godine zbirku pjesama pod naslovom "Dah poezije", a 2008. objavljuje roman "U stupici", koji je u nastavcima objavljen u Hrvatskoj književnoj reviji "Marulić".
Trenutno obnaša dužnost direktora JP Radio Usora.
Citat iz predgovora knjige Šuma Strikanova, kojeg je napisao Željko Grahovac:
»... Strikan se afirmirao kao pjesnik jesenjinovskog kova - kao lirik bosansko-usorske pitomine, pitka i britka jezika, sočna i sročna stiha, uzavrela a nježna bohemskoga-ruralnog temperamenta i senzibiliteta. Neoromantičarski pat-haos na osoben je način spregnut i nadgrađen ludičkim zanosom - boje emocionalnog spektra naglašene su i ustalasane u neobuzdanoj igri jezičnoj, koja zna biti i sama sebi svrhom; zapravo se prvim uvjetom estetske ostvarenosti njegovih tekstova nadaju, s jedne strane, prečišćenosti osjećanja, a s druge strane, pak, suspregnutost-samokontrola pri uporabi sredstava jezičnog izraza. Upravo prema onoj starozavjetnoj: "Što snagu daje - to i ubija", kod ovog se pjesnika "nesporazumi s tekstom" zbivaju samo tamo i samo zato gdje se i jer se osjeća najjačim: u izljevu emocija ili, pak u vještini sroka, u igri riječima...«